# Первое главное управление при Совете министров СССР
Первое главное управление при СНК СССР (с марта 1946 года — Первое главное управление при Совете министров СССР) — орган власти СССР, на который были возложены вопросы обеспечения советского атомного проекта.
Фактически ПГУ представлял собой особую отрасль оборонной промышленности, предприятия и аппарат которой позже были преобразованы в министерство среднего машиностроения СССР.

## Создание отрасли и состав комитета
Исторически отрасль по созданию ядерного оружия была создана в 1942 году, и к 1945 году теоретические и практические наработки достигли уровня практической реализации.
Поэтому правительством страны было выпущено Постановление Государственного комитета обороны № 9887сс/ов от 20 августа 1945 года. Этим постановлением был создан Специальный комитет при ГКО.
Этот комитет возглавлялся партийными деятелями и включал в себя также хозяйственников и деятелей науки.
Для непосредственного руководства научно-исследовательскими, проектными, конструкторскими организациями и промышленными предприятиями в рамках атомного проекта при было создано Первое главное управление при СНК СССР, подчинённое Специальному комитету при ГКО.
В первые годы после формирования управления работа во многом была регламентирована директивами И. В. Сталина, которые предписывали создать ядерное оружие в сжатые сроки.
Его руководителем стал Б. Л. Ванников: он показал свои качества во время войны и по мнению участников проекта, был самым подходящим кандидатом для должности создателя атомной отрасли СССР.
Ванников принял дела у наркома химической промышленности М. Г. Первухина и смог дальше работать с ним в рамках атомного проекта, поручая Первухину задачи по проектированию и сооружению отдельных предприятий.
Распоряжением ГКО СССР от 20 августа 1945 года № 9887сс/ов «О Специальном комитете при ГКО [учреждаемом для руководства всеми работами по использованию внутриатомной энергии урана]» был определён следующий состав Первого главного управления:
| Персона         | Персона | Должность                                                            | Должность в ПГУ    | Прим |
| --------------- | ------- | -------------------------------------------------------------------- | ------------------ | --- |
| Б. Л. Ванников  |         | нарком боеприпасов                                                   | начальник          | Освобождён от должности наркома боеприпасов в связи с работой в ПГУ.                                                  |
| А. П. Завенягин |         | заместитель наркома внутренних дел                                   | первый заместитель | курировал работу спецконтингента                                                                                      |
| Н. А. Борисов   |         | заместитель Председателя Госплана СССР                               | заместитель        | |
| П. Я. Мешик     |         | заместитель начальника Главного управления контрразведки (СМЕРШ)     | заместитель        | отвечал за соблюдение режима секретности                                                                              |
| П. Я. Антропов  |         | заместитель члена Государственного комитета обороны Анастаса Микояна | заместитель        | Отвечал за разведку и добычу запасов урановых и ториевых руд на территории Советского Союза и стран Восточной Европы. |
| А. Г. Касаткин  |         | организатор химической промышленности СССР                           | заместитель        | |

Окончательно структура и штат ведомства были сформированы Б. Л. Ванниковым и утверждены на заседании Специального комитета за подписью Л. П. Берии 24 августа 1945 года.

## Деятельность ведомства
ПГУ с момента создания планировалось как серьёзное ведомство, его структура с момента создания включала в себя секретариат, восемь управлений и три отдела, напрямую подчинявшиеся руководству управления.
Штат управления с момента создания (20 августа 1945 года) составил 415 человек, но укомплектовать удалось не все вакансии.
Позже, 30 ноября 1945 года, в качестве дополнительной нагрузки на структуру ПГУ стало размещение и обслуживание Инженерно-технического совета Специального комитета.
На том же заседании было принято решение об организации ГСПИ-11 — головного разработчика отрасли.
|  |

В рамках ПГУ для разработки технологии обогащения урана электромагнитным способом было создано СКБ при заводе «Электросила», проект постановления о создании СКБ готовили руководитель проекта Б. Л. Ванников, нарком электропромышленности СССР И. Г. Кабанов и представитель Госплана Н. А. Борисов.
После доработки документ вышел в виде Постановления СНК СССР от 27 декабря 1945 года № 3176-964сс «Об организации Особого конструкторского бюро по проектированию электромагнитных преобразователей при заводе „Электросила“ Наркомэлектропрома».
В связи с развитием отрасли необходимо было произвести структурные перемены и 9 апреля 1946 года были приняты документы, которые перепостроили отрасль.
В рамках атомного проекта управление занималось не только вопросами строительства и обеспечения, а также и кадровыми вопросами.
В 1947 году для закрытия потребности в специалистах атомного проекта под руководством Б. Л. Ванникова в ряде ВУЗов СССР первым управлением была создана сеть специальных факультетов.
Б. Л. Ванников руководил работами по атомному проекту вместе с И. В. Курчатовым.
Один из участников «атомного проекта» И. Н. Головин позднее вспоминал: «Б. Л. Ванников и И. В. Курчатов как нельзя лучше дополняли друг друга. Курчатов отвечал за решение научных задач и правильную ориентацию инженеров и работников смежных областей науки, Ванников — за срочное исполнение заказов промышленностью и координацию работ».
Эту точку зрения разделял и участник работ по созданию ракетно-космической отрасли Б. Е. Черток.
К концу 1947 года Б. Л. Ванников тяжело заболел и с 1 декабря на должность его первого заместителя был назначен министр химической промышленности М. Г. Первухин, который занимал этот пост до 1 декабря 1949 года.
В марте 1953 года было объединено с Вторым главным управлением.
26 июня 1953 года на базе Первого и Третьего главных управлений при СМ СССР, подчиняющихся Специальному комитету при СМ СССР образовано Министерство среднего машиностроения.